# Movimento (editora)
A Editora Movimento é uma editora brasileira, fundada em 1972 por Carlos Jorge Appel, em Porto Alegre, Rio Grande do Sul.
Em seus quase 40 anos, a Movimento tem publicado alguns dos principais escritores gaúchos, e revelando novos talentos. Foi Carlos Jorge Appel quem investiu nas primeiras edições de Luiz Antonio de Assis Brasil e Caio Fernando Abreu. Sua parceria editorial com Cyro Martins rendeu ao catálogo da editora uma vasta coleção, abrangendo tanto os ensaios psicanalíticos quanto a produção ficcional de Cyro. Referência em livros sobre teoria literária, a Movimento também se destaca pela publicação de livros teóricos na área musical. No seu catálogo constam ainda Dyonelio Machado, Gladstone Osório Mársico, Léa Masina, Cícero Galeno Lopes, Colmar Duarte, Rafael Bán Jacobsen, Cleci Silveira, Luiz de Miranda e Benhur Bortolotto.